# As Neves
As Neves là một đô thị trong tỉnh Pontevedra, Galicia, Tây Ban Nha.
42°05′12″B 8°24′53″T / 42,08667°B 8,41472°T

## Tọa độ
42º 05' 12" N
8º 24' 53" W